# Rolando Zárate
Rolando David Zárate (Haedo, 6 de agosto de 1978), mais conhecido como Rolando Zárate ou Róly, é um futebolista argentino.

## Biografia
Foi revelado pela equipe argentina Vélez Sársfield. É irmão dos também jogadores Mauro Zárate e Sergio Zárate que jogaram no mesmo clube. Foi campeão argentino (torneio clausura) em 1998 e 2005. Foi artilheiro do campeonato argentino de 2004 (clausura) com 13 gols. Em 2008 foi jogar no Barcelona do Equador, onde fez boa campanha, mas teve que se submeter a uma cirurgia na coluna vertebral. Em 2009, voltou para o Vélez Sarsfield.

## Títulos
Vélez Sársfield
- Campeonato Argentino: 1998 (clausura), 2005 (clausura)

Santa Felicidade : 2009-

## Artilharia
Vélez Sársfield
- Campeonato Argentino: 13 gols - 2004 (clausura)